# Низложенная принцесса Сунбин Бон
Низложенная принцесса Сунбин Бон (хангыль:순빈 봉씨, ханча: 純嬪 奉氏; 1414-?) — наследная принцесса Сун, вторая жена чосонского наследного принца из династии Ли. Личное имя женщины неизвестно. Она была изгнана из дворца после того, как выяснилось, что она спала с одной из своих служанок.

## Биография
Родилась в 1414 году. Её отцом был Пон Рё из клана Хэум Пон[уточнить], имя матери неизвестно.
В 1429 году юную госпожу Пон выдали замуж за наследного принца, через несколько месяцев после того, как его первую жену наследую принцессу Хви изгнали из дворца, обвинив в колдовстве. Выйдя замуж, госпожа Пон получила титул наследной принцессы (ханча: 純嬪; хангыль: 순빈)
Согласно записям, наследный принц не благоволил к жене, что её «невероятно разозлило». Сообщается, что она взяла одежду своего мужа и женскую одежду из дворца, чтобы отправить её в родной дом, что нарушило этикет.
Когда наложница Квон забеременела, наследная принцесса Сун, по-видимому, пожаловалась придворным женщинам, что муж предпочитает ей госпожу Квон, и принцесса часто плакала. Её жалобы стали известны во дворце, и ван Седжон отругал её, сказав что она должна быть счастлива, что наложница родит ребёнка её мужу. Седжон также отругал сына за то, что его наложница была беременна, но у его официальной жены не было детей. Седжон велел принцу проводить с женой больше времени.
Позже, как сообщают «Анналы», наследная принцесса Сун забеременела, но у неё случился выкидыш, и она похоронила останки. Однако когда слуг послали за останками ребёнка, они нашли только пустую погребальную одежду.

### Свержение
Судебные протоколы 1436 года отмечают, что наследная принцесса Сун, по-видимому, также отправляла излишки еды из дворцовых обедов в свой родной дом, шпионила за людьми за пределами своего дворца через щель в стене туалета для прислуги и получила визит от мужа своей тети после смерти её отца, не уведомив об этом наследного принца, что, по их словам, свидетельствует о неуважении к общему благу.
Её также обвинили в чрезмерной близости с Со-ссан (소쌍), своей служанкой из класса рабов-ноби. Эти двое девушек были описаны как неразлучные, и, как сообщается, Со-ссан спала со своей любовницей крон-принцессой Сунбин. Когда наследный принц Хян спросил, почему её служанка спала с ней, супруга ответила, что любит его, а он не любит её. Позже Со-ссан рассказала суду, как наследная принцесса пригласила её лечь с ней, пока другие служанки спали снаружи. Хотя Со-ссан сначала отказалась, кронпринцесса настояла, и Со-ссан в конце концов разделась и ушла за ширму, где её госпожа сняла оставшуюся одежду и заставила её лечь рядом с ней «как с мужчиной». Затем наследная принцесса Сун сказала суду, что она была близка с Со-сан днем и ночью, а также с другим слугой по имени Дан-дзи (단지), потому что это решало тот факт, что она спала одна.
Услышав, что его невестка была близка с рабыней, ван Седжон проконсультировался с различными официальными лицами о понижении в титуле ещё одной из жен наследного принца. Чиновники поддержали предложение о её свержении, и наследная принцесса Сун была понижена до простолюдинки и изгнана. Однако указ о её увольнении исключил любое упоминание о том, что она спала со своей служанкой, и вместо этого сосредоточился на том, что она отправляла дворцовые припасы в свой родной дом и принимала посетителей без ведома мужа.

## Семья
- Дедушка Пон Юри (봉유례, 奉由禮)
- Отец — Пон Рё (봉려, 奉礪) (1375—1436)

### Братья и сестры
- Младший брат — Пон Гукхва (봉극화, 奉克和)
- Младший брат — Пон Гукю (봉극유, 奉克柔)

### Муж
- Ли Хян (왕세자 향) — детей в браке не было.
  - Свёкор — Седжон Великий (조선 세종)
  - Свекровь — королева Сохон из клана Чхонсон Сим (소헌왕후 심씨) (12 октября 1395 — 19 апреля 1446)

## В искусстве
Роль этой принцессы сыграли в телесериалах южнокорейские актрисы:
- Ё Минджу в телесериале 2008 года «Великий король Седжон» (телеканал KBS2).
- Чон Дэун (정다은) в телесериале 2021 года «Дворец» (Спец-эпизод № 3) (телеканал KBS).